# La Vie est belle (parfum)
Pour les articles homonymes, voir La vie est belle.
La Vie est belle est un parfum de Lancôme, créé en 2012 par Dominique Ropion, Anne Flipo et Olivier Polge. En 2019, il est l'un des parfums les plus vendus au monde.

## Création
La maison Lancôme a fait appel à trois parfumeurs pour créer ce parfum :
- Olivier Polge, parfumeur de Chanel, a qui l'on doit Spicebomb de Viktor & Rolf,  Repetto  de Repetto ou encore Midnight in Paris  de Van Cleef & Arpels.
- Anne Flipo, qui a créé, entre autres, Sweet de Lolita Lempicka, Manifesto d’Yves Saint Laurent ou encore  Mademoiselle Rochas de Rochas.
- Dominique Ropion, créateur de Very Irresistible de Givenchy, Trésor in Love de Lancôme ou encore Lady Million de Paco Rabanne.

Sortie en 2012, l'eau de parfum est construite autour de différents accords d’iris, notamment l'Iris de Dalmatie, associé à plus de 63 ingrédients différents.
En 2023, La Vie est Belle est élue "Meilleure marque durable" aux Love Perfume Awards. Selon Cosmopolitan, La Vie est Belle est l'un des parfums féminins les plus vendus en 2023.

## Ventes
En 2014, La vie est belle succède à J'adore de Dior comme parfum le plus vendu en France, puis conserve sa place en 2015. En 2019, il demeure l'un des parfums les plus vendus au monde.

## Publicité

### Égérie de la marque
- Julia Roberts